# Courcelles-lès-Lens
Courcelles-lès-Lens é uma comuna francesa na região administrativa de Altos da França, no departamento de Pas-de-Calais. Estende-se por uma área de 5,56 km². Em 2010 a comuna tinha 7 957 habitantes (densidade: 1 431,1 hab./km²).